# Bhaadrapada
Bhaadra is de zesde maand van de hindoekalender.  Bhaadra  ook bekend als  bhaado  of bhaadrapad. Bhaadra begint volgens de westerse kalender tussen 23 augustus en 22 september wanneer de zon zich in het sterrenbeeld leeuw begeeft. Tijdens de maand Bhaadra wordt Ganesh Chaturthi gevierd, verjaardag van de heer Ganesh.